# Ортігуела
Ортігуела (ісп. Hortigüela) — муніципалітет в Іспанії, у складі автономної спільноти Кастилія-і-Леон, у провінції Бургос. Населення — 105 осіб (2010).
Муніципалітет розташований на відстані близько 190 км на північ від Мадрида, 38 км на південний схід від Бургоса.

## Демографія
Динаміка населення (INE ):